# ムービング・コイル

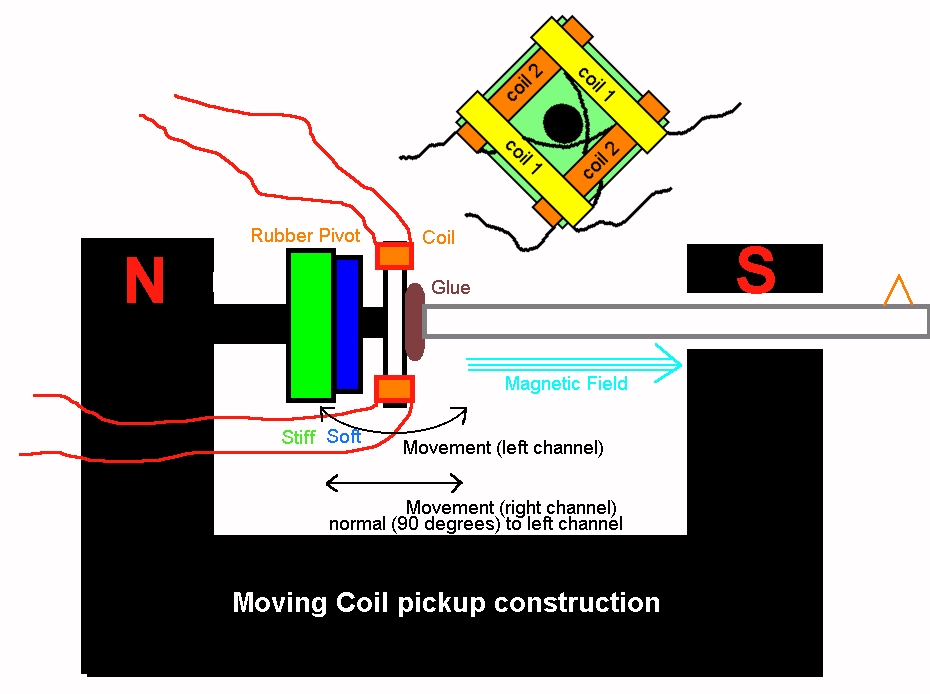
ムービング・コイル・カートリッジ

ムービング・コイル（英語: moving coil）とは、コイルを用いた機能部品の設計様式のひとつで、コイル側が可動のもののこと。指示電気計器、スピーカー、レコードプレイヤーのピックアップカートリッジ、マイクロホン、モーターなどで用いられる。
コイルを用いた機能部品の中には、「コイルと永久磁石」という組み合わせとなっているものがある。この場合、配線をしなければならないコイルを固定し、配線が不要な永久磁石を浮かせて振動子とするという設計とすることが多い。しかし、コイルの側のほうが軽くできる場合には、コイルを振動子とし永久磁石を固定子とすると、逆の場合と比べて振動子の質量を小さくすることができ、ばね下質量を減らす効果がある。
レコードプレイヤーのピックアップカートリッジでは、ムービング・コイル型は、高音域の再生での反応が良いとされ、ムービング・マグネット（MM）型に比べ、ムービング・コイル（MC）型は「高価ではあるが高性能」とされていた。なお、コイルがインダクタンス成分であることを嫌った圧電素子等を使用したピックアップもある。
また、永久磁石の周りを導線のみでできた電機子で覆い、整流子で順次切り替えた電流を流して回転力を生むモータはコアレスモータと呼ばれるが、この様式のモーターのことをムービングコイル型モータとも言う場合がある。回転子に鉄芯がないため、慣性質量が小さく、急速な加減速にも適しており、サーボモータ等の精密な制御を要する用途に供される。